# Pedro Román Martínez
Pedro Román Martínez (Alcaraz, 14 de septiembre de 1878-Toledo, 12 de abril de 1948) fue un pintor, fotógrafo, arqueólogo y profesor español.

## Biografía
Nacido el 14 de septiembre de 1878 en la localidad albaceteña de Alcaraz, su carrera se desarrolló principalmente en Toledo, donde murió el 12 de abril de 1948. Discípulo de Ricardo Arredondo y miembro de la Real Academia de Bellas Artes y Ciencias Históricas de Toledo, cultivó la pintura y la fotografía, además de realizar trabajos de índole arqueológica. Aparecieron fotografías suyas publicadas en revistas y periódicos como Boletín de la Real Academia de Bellas Artes y Ciencias Históricas de Toledo, La Esfera, Toledo, La Hormiga de Oro,  Blanco y Negro y ABC. También realizó fotografías de su localidad natal.